# Theegarten-Pactec
Theegarten-Pactec ist ein deutscher Hersteller von Verpackungsmaschinen und -systemen für das Verpacken von kleinstückigen Produkten, hauptsächlich Süßwaren. Darüber hinaus werden auf den Maschinen von Theegarten-Pactec auch andere Nahrungsmittel wie Brühwürfel, aber auch Spülmaschinentabs und andere Non-Food-Artikel verpackt. Die weltweit vertriebenen Verpackungsmaschinen werden ausschließlich in Deutschland entwickelt und produziert.

## Geschichte
1994 übernahm die Kölner Firma Rose-Theegarten die in Dresden-Reick ansässige Firma Pactec. Beide Unternehmen blicken auf eine lange Tradition im Verpackungsmaschinenbau zurück.

### 1820er Beginn der industriellen Fertigung und Verpackung von Süßwaren in Dresden
Sachsen – vor allem aber Dresden – galt schon Anfang des 19. Jahrhunderts Zentrum der Schokoladenproduktion. Hierhin gelangte der Grundstoff Rohzucker sicher, preiswert und vergleichsweise schnell von Hamburg aus über die Elbe. Und so begann schon ab 1828 die industriemäßige Herstellung von Schokolade in der Stadt. Die wachsende Nachfrage brachte die Hersteller dazu, die Verpackung der Produkte effizienter zu gestalten und den Verpackungsprozess zu automatisieren. Die allerersten Maschinenfabriken, die sich den neuen Herausforderungen stellten und das Kompetenzfeld Verpackungstechnologie fokussierten, waren Vorgänger der späteren Pactec GmbH und somit von Theegarten-Pactec.

### Gründung und Entwicklung in Köln
Justus Theegarten gründete mit seinem Sohn Franz in Köln-Ehrenfeld die Rose GmbH als Fabrik zur Herstellung von Verpackungsmaschinen mit sechs Mitarbeitern. Die notarielle Gründungsurkunde datiert den Geburtstag auf den 19. Oktober 1934. Fortan produzierte Theegarten Maschinen in Lizenz der englischen Maschinenfabrik Rose Brothers Ltd.

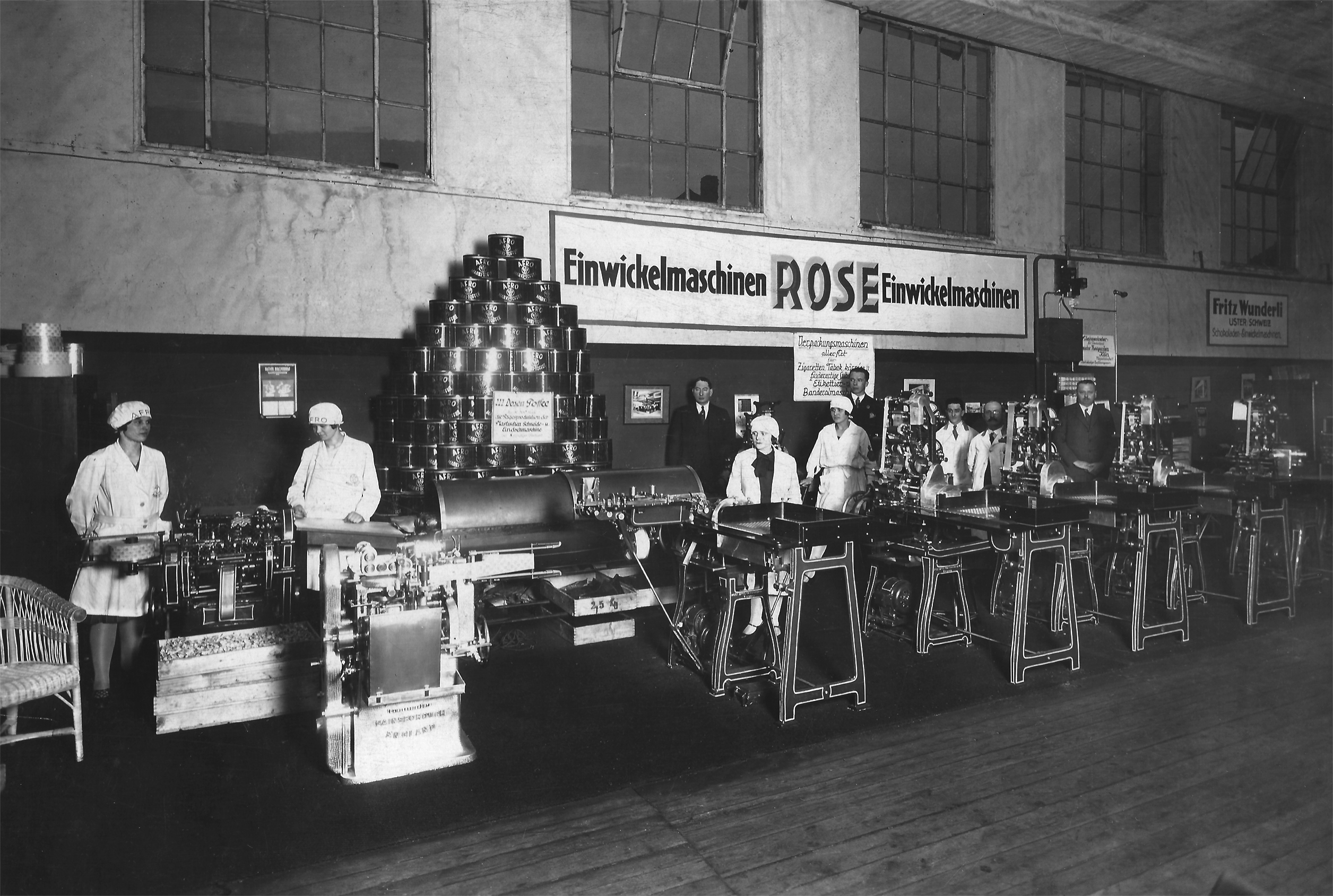
Messebeteiligung von Rose-Theegarten in den 1950ern

Neben der Lizenzfertigung begann Rose-Theegarten später, eigene Verpackungsmaschinen zu entwickeln.

### 1962 Entstehung und Einweihung des Werksgeländes in Dresden
Der VEB Schokopack war als ein Konglomerat verschiedener Traditionsfirmen aus dem Dresdner Verpackungsmaschinenbau im Jahr 1950 gegründet worden, blieb aber seitdem mit Blick auf ihre Produktionssegmente räumlich und logistisch zersplittert. Im Laufe der Jahre konkretisierten sich daher die Planungen und Maßnahmen, auf dem Grundstück Breitscheidstraße 46 in Dresden-Reick ein völlig neues, für alle beteiligten Betriebe zentrales Werk entstehen zu lassen.

### 1960er und 1970er Jahre
Im Jahr 1960 kam die Olympia H1 Karamellform- und Falteinschlagmaschine auf den Markt. Sie verpackte maximal 1.300 Bonbons pro Minute bei einer mechanischen Leistung von 650 Takten pro Minute. Die H1 war für Rose-Theegarten ein Durchbruch. Sie kam nicht nur im Bereich der Süßwarenindustrie, sondern auch beim Verpacken von Brühwürfeln zum Einsatz. Ein weiterer Meilenstein dieser Zeit war die 1969 neu entwickelte U1, mit der 1.000 Stück pro Minute in Dreh- und 850 Stück im Falteinschlag gewickelt werden konnten, sowie die A3 Universal-Verpackungsmaschine für Hartbonbons. Sämtliche Maschinen wurden auch über die europäischen Grenzen hinaus exportiert.

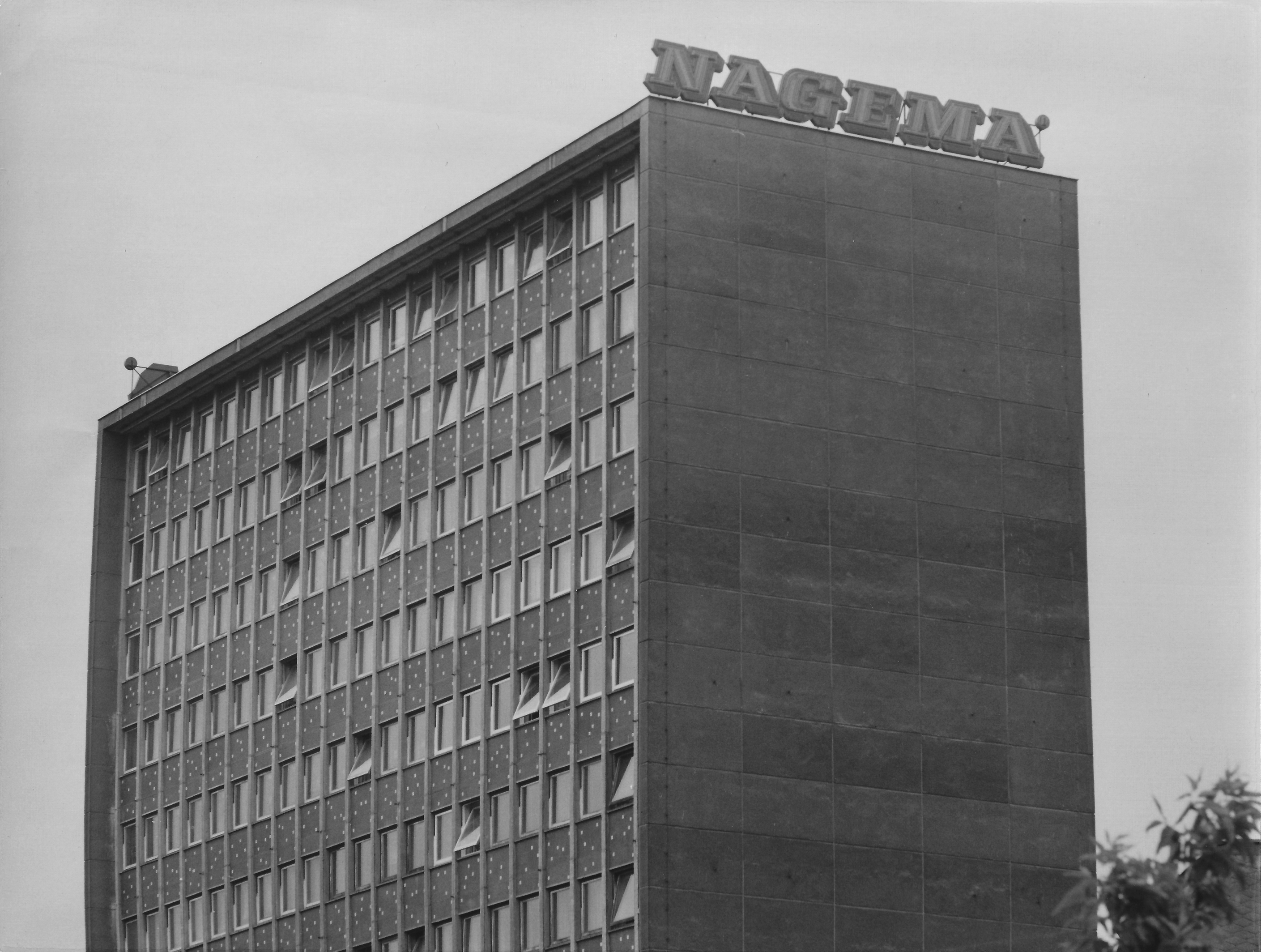
Der Hauptsitz von Nagema (1970–1990) war direkt neben dem Standort von Theegarten-Pactec in Dresden im Jahr 2020.

### 1970 Gründung des Kombinates Nagema in Dresden
Nagema war bis 1990 der Zusammenschluss von Maschinenbau-Unternehmen mit Hauptsitz in Dresden. Das Schlüsselwort addiert jeweils zwei Anfangsbuchstaben der Bereiche Nahrungs-, Genussmittel und Maschinenbau. Im Zuge der staatlichen Wirtschaftsplanungen der DDR fasste man branchenverwandte volkseigenen Betriebe zusammen, deren Bedeutung als zentral und somit bedeutsam eingestuft wurde. In den Bereichen Nahrungsmittel- und Genussmittelmaschinenbau fertigten die Kombinatsbetriebe die unterschiedlichsten Maschinen für die Fleischverarbeitung, die Getränkeindustrie und auch die Süßwarenindustrie. Zum Stammbetrieb von dreizehn Betrieben und Sitz eines Fachinstituts erklärte man den VEB Verpackungsmaschinenbau Dresden.

### 1981: Entwicklung des kontinuierlichen Arbeitsprinzips
Aufbauend auf den gesammelten Erfahrungen erfolgte die Entwicklung einer vollkommen neuen Maschinengeneration in Form einer kontinuierlich arbeitenden Hochleistungsanlage für Hartkaramellen. Das Kombinat Nagema präsentierte die Verpackungsmaschine EK1, welche 1.300 Produkte pro Minute einwickelte, zur Leipziger Frühjahrsmesse und zur interpack 1981. Bedient von nur einer Person, konnte eine kombinierte Verpackungslinie aus beispielsweise vier EK1 zusammen mit einem Speicher und Verteilersystem 5.000 Stück pro Minute verpacken.

### 1991–1994 Gründung von Pactec Dresden und Theegarten-Pactec
Im Zuge der deutschen Wiedervereinigung am 3. Oktober 1990 wurde das Staatskombinat Nagema zu einer Aktiengesellschaft umgewandelt. Im Rahmen der Neustrukturierung löste sich der VEB Verpackungsmaschinenbau Dresden aus dem Verbund der Nagema und gründete sich als Verpackungsmaschinenbau GmbH. Deren Umbenennung in Pactec GmbH erfolgte im Juli 1991.
Aus dem Kauf der Pactec GmbH durch Rose-Theegarten von der Treuhandanstalt entstand das Unternehmen Theegarten-Pactec.

### 1997 Dresden wird alleiniger Standort

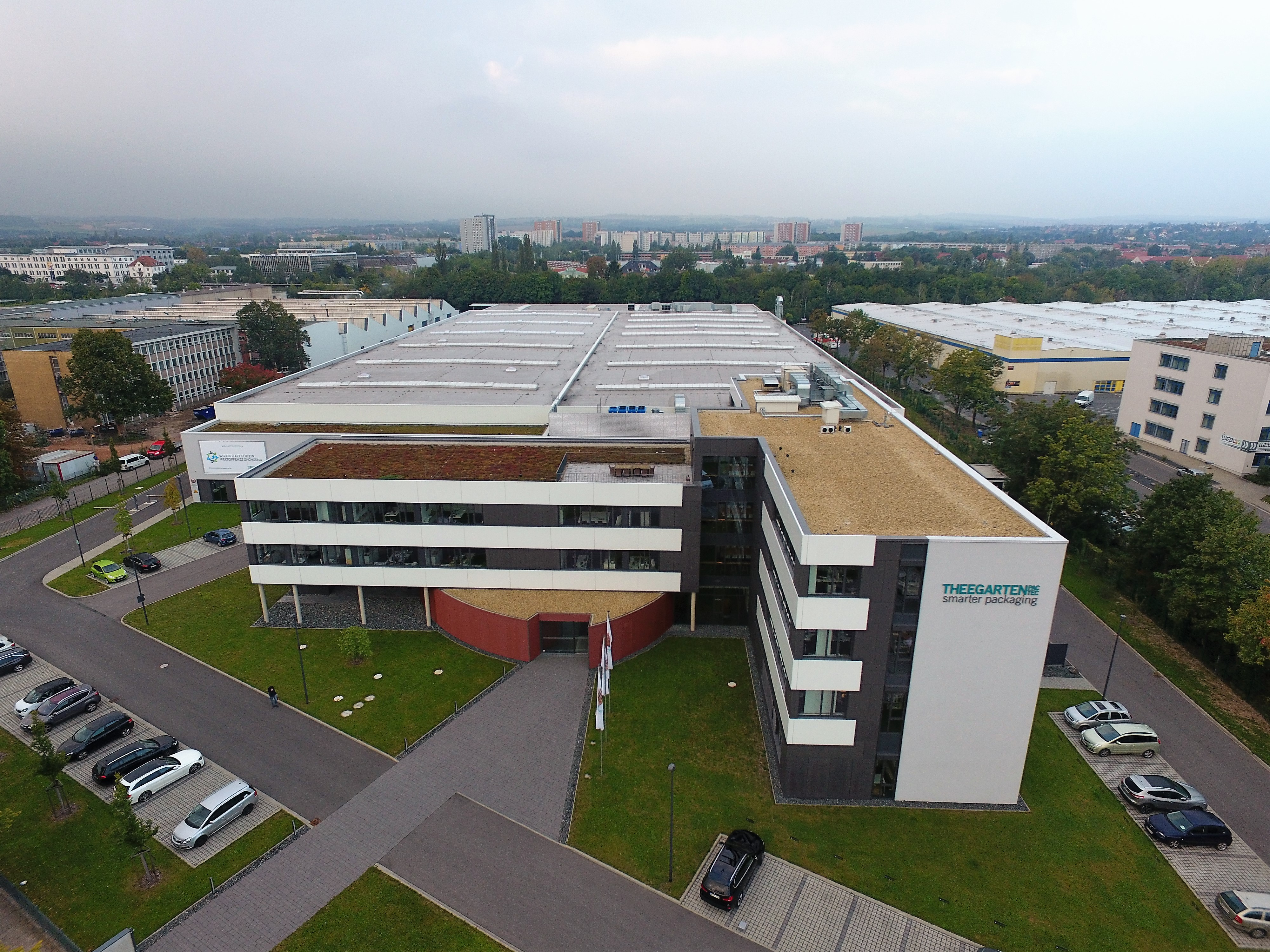
Firmensitz von Theegarten-Pactec in Dresden, Deutschland.

Anfangs ging man fest vom Fortbestand beider Standorte in Köln und Dresden aus. Da sich die geplanten Synergieeffekte nicht ergaben, fiel im Zuge einer Evaluierung die Wahl auf Dresden, da für eine Zusammenlegung beider Betriebe das Kölner Firmengelände zu klein war.

### Entwicklung ab 2008
Der Wechsel des Verpackungsstils der Produkte gestaltete sich bei den kontinuierlichen Hochleistungsmaschinen jeher ausgesprochen kompliziert, sodass sie im Grunde lediglich als „Einzweckmaschinen“ einsetzbar waren. Für die Maschinenentwicklung bei Theegarten-Pactec bedeutete dies, dass Maschinen zu entwickeln waren, die sich auch im Hochleistungsbereich flexibel umrüsten ließen. Dies resultierte in der Entwicklung einer kontinuierlich arbeitenden Maschinengeneration, die flexibel auf bis zu sechs unterschiedliche Faltarten umzustellen ist.
Im Jahr 2015 erfolgte die Einweihung des neuen Fertigungs-/Montagekomplexes und Bürogebäudes in Dresden. Die Investitionssumme betrug rund 30 Mio. Euro.

## Produkte und Leistungen im Jahr 2019

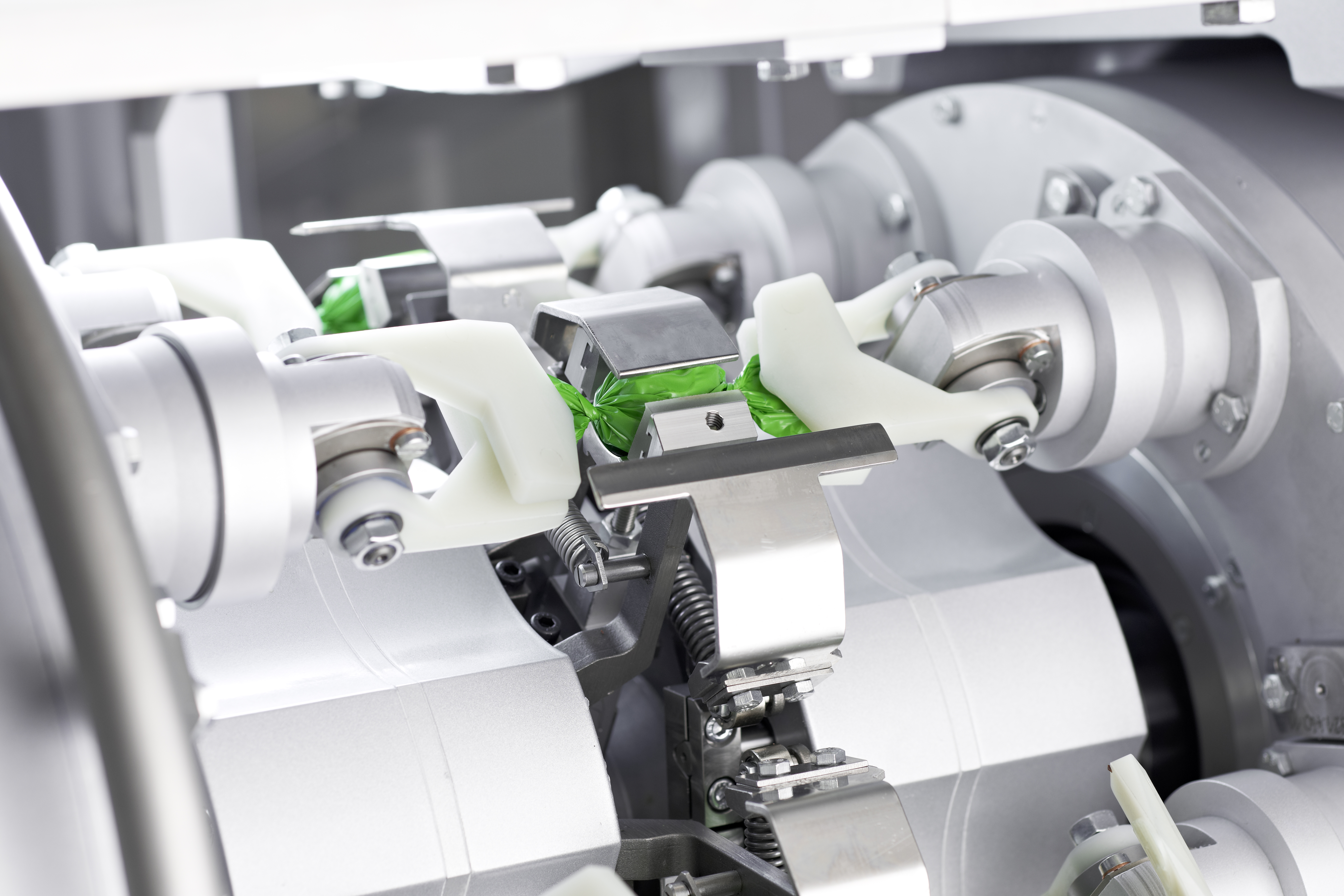
Detailansicht Verpackungsmaschine für Süßwaren

Die drei zentralen Produktkategorien sind Verpackungsmaschinen für Hartzucker / vorgeformte Produkte, Hart-/Weichkaramellen (Schneid- und Wickelmaschinen) sowie Schokolade. Dazu kommen weitere Food- und Non-Food-Anwendungen. Darüber hinaus entwickelt und fertigt Theegarten-Pactec durch die Kombination der Verpackungsmaschinen mit verschiedenen Zuführ- und Speicherkomponenten komplexe Systemlösungen für das Erstverpacken.

### Verpackungslösungen für Schokoladenprodukte
Diese Maschinen für Schokoladenprodukte umfassen Anwendungen zum Verpacken von kleinen Schokoladenpralinen bis hin zu traditionellen 100 g Schokoladentafeln. Für Schokoladen können die klassischen Verpackungsarten realisiert werden – Doppeldreheinschlag, Schlauchbeutel, Top Twist, Side Twist, Falteinschlag, Bunch und Stanniolieren. Dabei erreichen die Maschinen eine Ausbringung von 400–1.500 verpackten Schokoladenprodukten pro Minute.

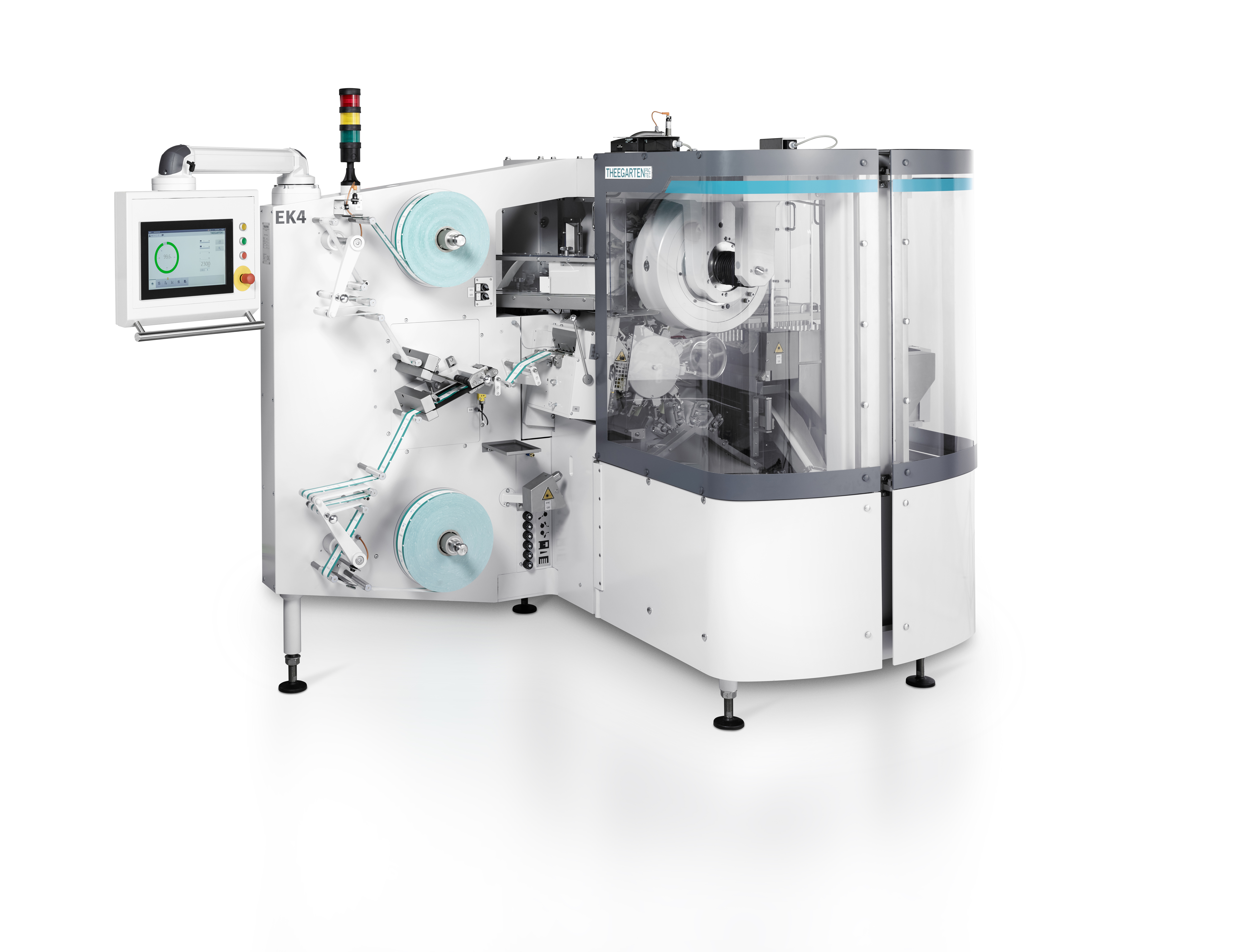
Verpackungsmaschine EK4 für Bonbons in Doppeldreheinschlag.

### Verpackungslösungen für Hartzucker und vorgeformte Produkte
Diese Maschinen verpacken klassische Bonbons (gefüllt oder ungefüllt), Geleeartikel, Eclairs oder auch Schokoladenkugeln und -eier. Mögliche Verpackungsarten sind Doppeldreheinschlag, Falteinschlag, Side Twist, Stanniolieren, Schlauchbeutel, Stangenverpackungen und Lollipop. In diesem Bereich erreichen die Maschinen eine Ausbringung von bis zu 2.300 Produkten/Minute.

### Verpackungslösungen für Kaugummi und Kaubonbons (Schneid- und Wickelmaschinen)
Für Produkte, die durch Extruder oder Kegelroller als endloser Massenstrang zur Verfügung gestellt werden, bietet Theegarten-Pactec Schneid- und Wickelmaschinen an. Auch in diesem Anwendungsfeld lassen sich die unterschiedlichsten Faltarten wie Doppeldreheinschlag, Falteinschlag, Schlauchbeutel, Stangenverpackungen und Lutscher bedienen. Das Abschneiden einzelner Produkte vom Massestrang und Erstverpacken erfolgt in unterschiedlichen Ausbringungsbereichen mit bis zu 2.000 Produkten/Minute.

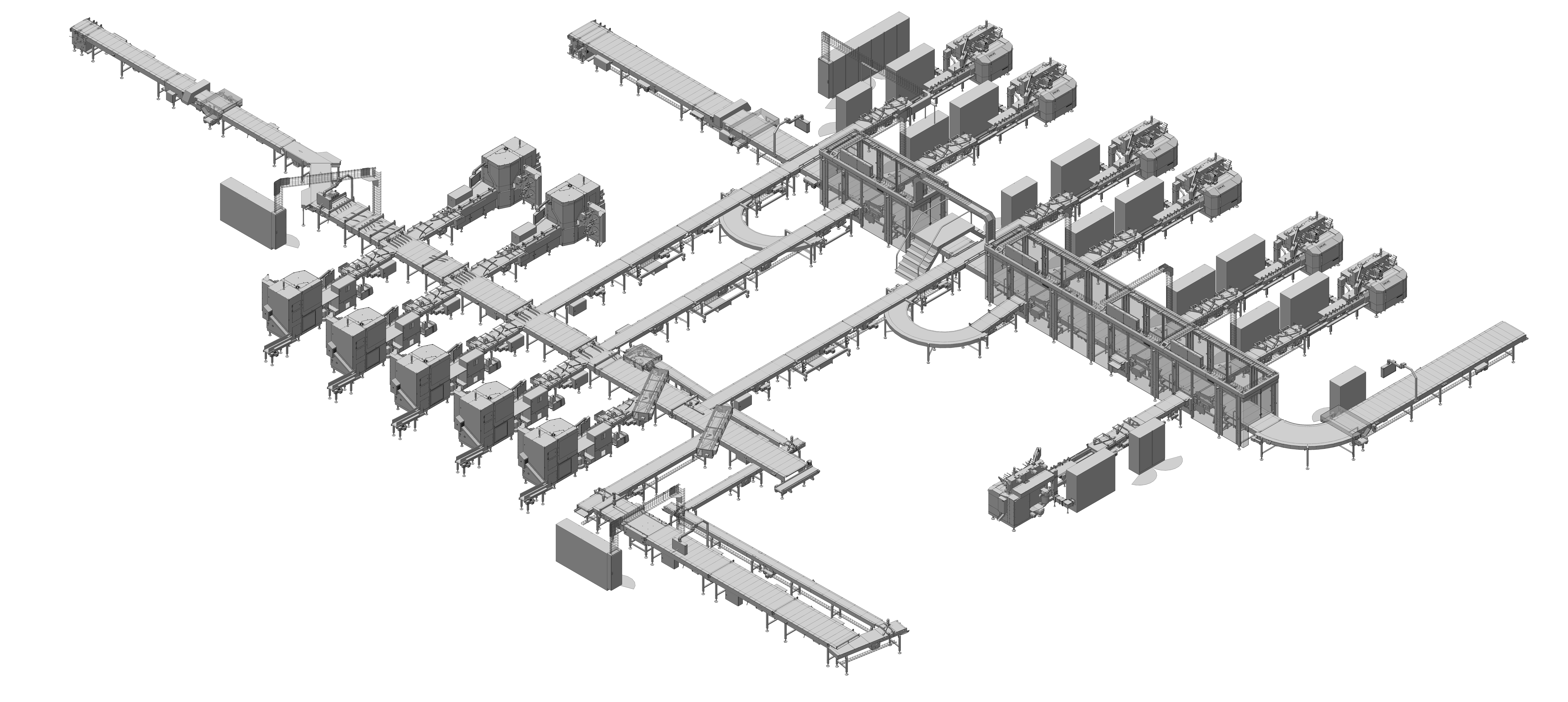
Verknüpfung von mehreren Verpackungsmaschinen zu einem vollautomatischen Verpackungssystem.

### Verpackungslösungen für den Bereich Other-Food und Non-Food
Theegarten-Pactec hat sein Angebotsspektrum auf den Non- und Other-Food-Produktbereich ausgeweitet. Die Firma ist ein Hauptlieferant von Verpackungsmaschinen für Brühwürfel. Darüber hinaus fertigt Theegarten-Pactec regelmäßig Maschinen für Spülmaschinentabs oder Nahrungsergänzungsmittel.

### Verpackungssysteme
Aus der Kombination der Verpackungsmaschinen mit verschiedenen Zuführ- und Speicherkomponenten entwickelt und fertigt Theegarten-Pactec komplexe Systemlösungen für das Erstverpacken. Die Bandsysteme schließen direkt an die Herstellanlage an und verteilen den Produktstrom vollautomatisch auf die einzelnen Verpackungsmaschinen.

## Sport
Im Dresdner TSV Theegarten PACTEC treiben mehr als 200 Mitglieder aktiv Sport. Es gibt vier Abteilungen: die Allgemeine Sportgruppe, Tischtennis, Gymnastik und Volleyball.

## Theater
Der Rose-Theegarten-Ensemble e. V. wurde 1999 in Köln-Braunsfeld gegründet. Mitglieder des Theaters im Bauturm hatten sich in der ehemaligen Werkskantine der Firma Rose-Theegarten Verpackungsmaschinen zur Gründung zusammengefunden und deshalb diesen Namen gewählt.